# 中国共产党闽东特别委员会
中国共产党闽东特别委员会，简称中共闽东特委，是中国共产党于1934年至1945年在闽东地区（今宁德市全部与南平市、福州市部分地区）的领导机构，其起源可以追溯到1931年在福安县成立的中共福安中心县委。1945年8月，闽东特委领导人被调往中共福建省委任职，特委名存实亡。1947年，其职能由中共闽东地委承续。

## 背景
1925年，方尔灏在共青团中央的指示下在福建福州成立共青团福州地委，翌年成立中共党组织，同年，地委派遣郑长璋、蔡澤鏛等人到宁德、福安等地宣传马克思主义，在当地与国民党左派合作建立了工会、农会等机构。:925
1927年，在党中央委派的地委书记陈昭礼的领导下，福州地委在宁德、福安、古田等县设立了支部。1927年4月的四·三事变爆发后，福州地委遭到国民党破坏，活动趋于沉寂。:6
1931年7月，中共决定暂不恢复福建省委，而是在福州、厦门分别成立中心市委，中共福州市委在福州下辖6个支部，并在莆田、仙游、福安、永泰、建瓯5县以及连江、古田2县分别建立了5个县委和2个特别支部。:11

## 历史

### 中共福安中心县委
1931年8月，中共福州市委在福安建立中共福安中心县委，下辖宁德、福鼎及安德、福（安）霞（浦）、福（安）寿（宁）、霞鼎泰等县委与霞浦支部、霞浦工委、福安城关特委等组织。:922
1933年11月闽变爆发，马立峰、范式人等自福州监狱获释，向正在福安巡视工作的叶飞汇报了情况。12月，叶飞遂决定在福安发动武装暴动。1934年1月7日，在福安的共产党武装发起赛岐暴动，占领了赛岐，其后霞浦、寿宁、宁德等县相继响应，在闽东的共产党控制区以赛岐为中心建立了闽东革命委员会。

### 中共闽东临时特委
1934年2月，闽东已建立49个区苏维埃政府。6月，中共福安中心县委和连江县委在福安柏柱洋村举行联席会议，决定成立中共闽东临时特委，其后建立闽东苏维埃政府，马立峰任主席，苏达任闽东临时特委书记。9月，临时特委组建了中国工农红军闽东独立师。10月，中央革命根据地的红军主力开始长征，国军对闽东苏区进行了大规模清剿，闽东临时特委遭到较严重的破坏。:925-926

### 中共闽东特委
随着红军主力的离去、福州中心市委书记陈之枢叛变，叶飞、曾志等人决定将闽东由苏区转变为游击区。1934年12月，在闽东的中共组织派遣苏达到上海寻求中央联系，但他一去未返（此时由于顾顺章的叛变，上海的中共党中央已经转移）。其后，马立峰、叶秀藩、詹如柏等主要领导人相继牺牲。
1935年5月，闽东独立师与临时特委决定重组中共闽东特委，叶飞任书记，范式人、阮英平、许旺为首任特委委员。10月，闽东特委与浙南地区的中共浙南特委、浙西南特委所控制的游击区领导人刘英、粟裕等取得联系，组建了中共闽浙边临时省委，叶飞等人成为省委委员。其后闽东特委下属的（福）鼎平（阳）县委改属浙南特委。:15
1936年，闽东、浙南两区出现意见分歧，闽东特委宣布脱离闽浙边临时省委的管辖，改属中共闽赣省委。4月，在新组建的省委中，叶飞当选省委委员。但由于闽东、闽北未能实际联系，叶飞未能到职，特委亦无法接受省委的实际领导。:16
1937年12月，闽东特委与国民党当局达成协议，闽东苏区改组为闽东军政委员会。1938年1月，闽东独立师改编为国民革命军新编第四军三支队六团，2月开赴皖南参加抗日战争。留在闽东的共产党组织则一面抵抗日军骚扰闽东沿海，一面与仍欲剿共的国军（共产党称“顽军”）反复作战。:16
1941年，皖南事变爆发，中共闽东特委在左丰美的带领下到闽北的建（阳）松（溪）政（和）地区隐蔽，1943年回到宁（德）古（田）屏（南）继续活动。1944-1945年期间，闽东地区的共产党力量得以大幅恢复，1945年8月，闽东特委的领导人被调离，特委名存实亡。:927

## 后续发展
1947年，中共闽浙赣省委城市工作部在闽东地区成立城市工作委员会，后归属于闽东地委。1949年6月闽东地区逐步被中国人民解放军接管时，成立了闽东工作委员会，并在解放后逐渐演变为今天的中共宁德市委。:928

## 历任领导人
| 届次 | 姓名   | 肖像     | 职务                | 籍贯     | 生卒年        | 任期                                                          | 备注                                              |
| ---- | ------ | -------- | ------------------- | -------- | ------------- | ------------------------------------------------------------- | ------------------------------------------------- |
| 1    | 苏达   |          | 临时特委书记        | 福建永定 | 1906年—1937年 | 1934年6月—1934年10月                                          | 被调往闽西工作，1937年被捕，于龙岩被处决          |
| 2    | 詹如柏 |          | 临时特委书记        | 福建福安 | 1902年—1935年 | 1934年10月—1935年3月                                          | 代理书记，1935年3月被捕，后被处决                 |
| 3    | 叶飞   |          | 特委书记            | 福建南安 | 1914年—1999年 | 1935年5月—1938年2月                                           | 率闽东独立师北上抗日                              |
| 4    | 范式人 |          | 特委书记            | 福建寿宁 | 1909年—1986年 | 1938年2月—1938年6月                                           | 调任中共福建省委委员并主持新四军福州办事处工作    |
| 5    | 郭文焕 |          | 特委副书记          | 福建福安 | 1900年—1941年 | 1938年6月—1938年9月                                           | 主持工作                                          |
| 5    | 郭文焕 | 特委书记 | 1938年9月—1939年9月 | 福建福安 | 1900年—1941年 | 当选福建省委委员，后被捕，关押在三元，1941年2月因重刑染疾去世 |                                                   |
| 6    | 戴炳辉 |          | 特委书记            | 福建霞浦 | 1907年—1940年 | 1939年9月—1940年4月                                           | 手臂被手榴弹炸伤，因伤口感染逝世于周墩            |
| 7    | 罗富弟 |          | 特委书记            | 福建福安 | 1905年—1940年 | 1940年4月—1940年11月                                          | 开会时遭国民政府保安队夜袭，与会者全数牺牲        |
| 8    | 左丰美 |          | 特委书记            | 江西铅山 | 1918年—1999年 | 1940年11月—1941年4月                                          | 回省委工作                                        |
| 9    | 丁进朝 |          |                     | 福建福安 | 1902年—1943年 | 1941年7月—1943年1月                                           | 主持工作，1943年1月死于国民党顽军制造的“霍童惨案” |
| 10   | 张翼   |          | 特委书记            | 浙江杭州 | 1921年—2009年 | 1944年8月—1945年8月                                           | 调任闽北特委委员                                  |